# Associazioni Calcio Riunite Messina 2019-2020
Questa voce raccoglie le informazioni riguardanti l'Associazioni Calcio Riunite Messina Società Sportiva Dilettantistica nelle competizioni ufficiali della stagione 2019-2020.

## Stagione
Il ritiro precampionato si svolge a Chianciano Terme dal 27 luglio al 13 agosto 2019.

## Divise e sponsor
La ditta fornitrice del materiale tecnico è la Givova; lo sponsor principale è Sciotto Automobili La divisa di casa è costituita da una maglia di colore bianco con inserti gialli e rossi, pantaloncini e calzettoni neri. La divisa da trasferta, è composta da una maglia rossa con inserti gialli, con pantaloncini e calzettoni rossi. 
| Casalinga | Trasferta |

## Organigramma societario
Area amministrativa
- Presidente: Pietro Sciotto
- Vicepresidente: Matteo Sciotto
- Amministratore delegato: Paolo Nicola Sciotto
- Direttore generale: Antonio D'Arrigo
- Responsabile area tecnica: Pasquale Rando
- Direttore operativo - Responsabile comunicazione: Davide Manzo
- Responsabile controllo e finanze: Giuseppe Giliberto
- Dirigente e accompagnatore generale: Giovanni Sulfaro
- Club Manager: Pierluigi Parisi
- Segretario generale: Franco Rao
- Ufficio Stampa: Giuseppe Fontana

Area legale
- Responsabile amministrativo - Area legale: Giuseppe Cicciari

Area tecnica
- Allenatore: Michele Cazzarò (1ª-3ª)
Pasquale Rando (4ª-)
- Allenatore in seconda: Vincenzo Murianni (1ª-3ª)
Antonino Panarello (4ª-)
- Preparatore atletico: Giovanni Saffioti
- Preparatore dei portieri: Raffaele Cataldi (1ª-3ª)
Orazio Vittorio (4ª-)
- Medico Sociale: Nicola Maddocco
- Medico Sociale: Giuseppe Musolino
- Medico Sociale: Antonino Trovato
- Medico Sociale: Nicola De Blasi
- Medico Sociale: Giancarlo Quattrone
- Massggiatore: Andrea Visconti
- Massaggiatore: Carmelo Cutroneo

## Rosa
Rosa aggiornata al 29 settembre 2019.
| N. |                   | Ruolo | Calciatore           |
| -- | ----------------- | ----- | -------------------- |
|    | Italia (bandiera) | P     | Michele Avella       |
|    | Italia (bandiera) | P     | Alessio Pozzi        |
|    | Italia (bandiera) | P     | Gabriele Alleruzzo   |
|    | Italia (bandiera) | D     | Francesco Barbera    |
|    | Italia (bandiera) | D     | Paolo Lembo          |
|    | Italia (bandiera) | D     | Simone Lo Presti     |
|    | Italia (bandiera) | D     | Eugenio Nardelli     |
|    | Italia (bandiera) | D     | Gaetano Ungaro       |
|    | Italia (bandiera) | D     | Domenico Romeo       |
|    | Italia (bandiera) | D     | Vincenzo De Meio     |
|    | Italia (bandiera) | D     | Alessandro Fragapane |
|    | Italia (bandiera) | D     | Francesco Forte      |
|    | Italia (bandiera) | D     | Antonello Giordano   |
|    | Italia (bandiera) | D     | Domenico Strumbo     |
|    | Italia (bandiera) | D     | Francesco Bruno      |

| N. |                      | Ruolo | Calciatore         |
| -- | -------------------- | ----- | ------------------ |
|    | Italia (bandiera)    | D     | Paolo Gambino      |
|    | Italia (bandiera)    | C     | Francesco Buono    |
|    | Italia (bandiera)    | C     | Alessio Cristiani  |
|    | Italia (bandiera)    | C     | Giuseppe Bonasera  |
|    | Italia (bandiera)    | C     | Nicolò Capilli     |
|    | Italia (bandiera)    | C     | Francesco Saverino |
|    | Italia (bandiera)    | C     | Gianluca Sampietro |
|    | Argentina (bandiera) | C     | Facundo Ott Vale   |
|    | Italia (bandiera)    | C     | Antonio Crucitti   |
|    | Italia (bandiera)    | A     | Gennaro Esposito   |
|    | Italia (bandiera)    | A     | Angelo Cafarella   |
|    | Italia (bandiera)    | A     | Francesco Orlando  |
|    | Italia (bandiera)    | A     | Giuseppe Siclari   |
|    | Svizzera (bandiera)  | A     | Christian Suma     |
|    | Italia (bandiera)    | A     | Claudio Coralli    |

## Calciomercato

### Sessione estiva(dal 1-7 al 13-9)
| Arrivi | Arrivi               | Arrivi         | Arrivi     |
| R.     | Nome                 | da             | Modalità   |
| ------ | -------------------- | -------------- | ---------- |
| P      | Michele Avella       | Matelica       | Definitivo |
| P      | Alessio Pozzi        | Carpi          | Prestito   |
| P      | Gabriele Alleruzzo   | Camaro         |            |
| D      | Alessandro Fragapane | FC Messina     | Definitivo |
| D      | Antonello Giordano   | FC Francavilla | Definitivo |
| D      | Domenico Strumbo     | Roccella       | Definitivo |
| D      | Eugenio Nardelli     | Virtus Entella | Prestito   |
| D      | Francesco Bruno      | Cavese         | Definitivo |
| D      | Francesco Forte      | Fidelis Andria | Definitivo |
| D      | Gaetano Ungaro       | Reggio Audace  | Definitivo |
| D      | Paolo Gambino        | Palermo        | Definitivo |
| D      | Paolo Lembo          | Camaro         |            |
| D      | Simone Lo Presti     | Camaro         |            |
| D      | Vincenzo De Meio     | Pro Vasto      | Definitivo |
| C      | Alessio Cristiani    | Siena          | Definitivo |
| C      | Antonio Crucitti     | Cittanovese    | Definitivo |
| C      | Facundo Ott Vale     | Siracusa       | Definitivo |
| C      | Francesco Buono      | Avellino       | Definitivo |
| C      | Francesco Saverino   | Sant'Agata     | Definitivo |
| C      | Gianluca Sampietro   | Gozzano        | Definitivo |
| C      | Giuseppe Bonasera    | Camaro         |            |
| C      | Nicolò Capilli       | Camaro         |            |
| A      | Angelo Cafarella     | FC Messina     | Definitivo |
| A      | Christian Suma       | Lecce          | Definitivo |
| A      | Claudio Coralli      | Alessandria    | Definitivo |
| A      | Francesco Orlando    | Paganese       | Definitivo |
| A      | Gennaro Esposito     | Nola           | Definitivo |
| A      | Giuseppe Siclari     | Fidelis Andria | Definitivo |

## Risultati

### Serie D

#### Girone di andata
| Arbitro: | Bonacina (Bergamo) |

|                             |           |  |
| Fernandez 71’ Palermo 90+3’ | Marcatori |  |

| Messina 8 settembre 2019, ore 15.00 CEST 2ª giornata | Messina        | 3 – 0 a tav. referto | Acireale | Stadio San Filippo-Franco Scoglio (Circa 1 500 spett.)\| Arbitro: \| Vergaro (Bari) \| |
| Arbitro:                                             | Vergaro (Bari) |                      |          |                                                                                        |

| Arbitro: | Ursini (Pescara) |

|                              |           |  |
| Colarusso 53’ Varricchio 82’ | Marcatori |  |

| Arbitro: | Duzel (Castelfranco Veneto) |

|                                       |           |                       |
| Coralli 67’ Saverino 73’ Crucitti 84’ | Marcatori | 46’ (rig.) Puntoriere |

| Arbitro: | Restaldo (Ivrea) |

|  |           |              |
|  | Marcatori | 20’ Ott Vale |

| Messina 6 ottobre 2019, ore 15.00 CEST 6ª giornata | Messina         | 0 – 0 referto | Marsala | Stadio San Filippo-Franco Scoglio (1.200 spett.)\| Arbitro: \| Ubaldi (Roma 1) \| |
| Arbitro:                                           | Ubaldi (Roma 1) |               |         |                                                                                   |

| Arbitro: | De Capua (Nola) |

|                        |           |              |
| Garcia 69’ Silenzi 88’ | Marcatori | 72’ Crucitti |

| Arbitro: | Barbiero (Campobasso) |

|             |           |  |
| Orlando 85’ | Marcatori |  |

| Licata 27 ottobre 2019, ore 14.30 CEST 9ª giornata | Licata             | 0 – 0 referto | Messina | Stadio Dino Liotta (600 spett.)\| Arbitro: \| De Angeli (Milano) \| |
| Arbitro:                                           | De Angeli (Milano) |               |         |                                                                     |

| Arbitro: | Perri (Roma 1) |

|  |           |                               |
|  | Marcatori | 57’ Dambros 59’ 66’ Carbonaro |

| Arbitro: | Mastrodomenico (Policoro) |

|            |           |                                           |
| Talamo 22’ | Marcatori | 31’ 45’ Crucitti 60’ Orlando 77’ Esposito |

| Arbitro: | Russo (Torre Annunziata) |

|                         |           |  |
| Orlando 29’ Coralli 50’ | Marcatori |  |

| Arbitro: | Ancora (Roma 1) |

|            |           |  |
| Felici 64’ | Marcatori |  |

| Arbitro: | Bozzetto (Bergamo) |

|               |           |  |
| Cristiani 16’ | Marcatori |  |

| Arbitro: | Lipizer (Verona) |

|                                |           |              |
| Cerone 35’ (rig.) Scalzone 90’ | Marcatori | Crucitti 79’ |

| Arbitro: | Fichera (Milano) |

|                           |           |  |
| Rossetti 10’ Saverino 71’ | Marcatori |  |

| Giugliano in Campania 22 dicembre 2019, ore 15.00 CEST 17ª giornata | Giugliano | 2 – 1 | Messina | Stadio Alberto De Cristofaro (300 spett.) |

#### Girone di ritorno
| Messina 5 gennaio 2020, ore 15.00 CEST 18ª giornata | Messina | 2 – 1 | Troina | Stadio San Filippo-Franco Scoglio (1.000 spett.) |

| Acireale 12 gennaio 2020, ore 15.00 CEST 19ª giornata | Acireale | 1 – 3 | Messina | Stadio Tupparello (1.700 spett.) |

| Messina 19 gennaio 2020, ore 15.00 CEST 20ª giornata | Messina | 0 – 2 | San Tommaso | Stadio San Filippo-Franco Scoglio (400 spett.) |

| Castrovillari 26 gennaio 2020, ore 15.00 CEST 21ª giornata | Castrovillari | 1 – 1 | Messina | Stadio Mimmo Rende (500 spett.) |

| Messina 2 febbraio 2020, ore 15.00 CEST 22ª giornata | Messina | 2 – 1 | Marina di Ragusa | Stadio San Filippo-Franco Scoglio (500 spett.) |

| Marsala 9 febbraio 2020, ore 15.00 CEST 23ª giornata | Marsala | 0 – 1 | Messina | Stadio Antonino Lombardo Angotta (1.000 spett.) |

| Messina 16 febbraio 2020, ore 15.00 CEST 24ª giornata | Messina | 2 – 0 | Cittanovese | Stadio San Filippo-Franco Scoglio (300 spett.) |

| Roccella Ionica 23 febbraio 2020, ore 15.00 CEST 25ª giornata | Roccella | 1 – 3 | Messina | Stadio Ninetto Muscolo (600 spett.) |

| Messina 1º marzo 2020, ore 15.00 CEST 26ª giornata | Messina | 2 – 3 | Licata | Stadio San Filippo-Franco Scoglio (300 spett.) |

| Messina 8 marzo 2020, ore 15.00 CEST 27ª giornata | FC Messina | – | Messina | Stadio San Filippo-Franco Scoglio |

| Messina 22 marzo 2020, ore 15.00 CEST 28ª giornata | Messina | – | Corigliano | Stadio San Filippo-Franco Scoglio |

| Biancavilla 29 marzo 2020, ore 15.00 CEST 29ª giornata | Biancavilla | – | Messina | Stadio Orazio Raiti |

| Messina 5 aprile 2020, ore 15.00 CEST 30ª giornata | Messina | – | Palermo | Stadio San Filippo-Franco Scoglio |

| Cercola 9 aprile 2020, ore 15.00 CEST 31ª giornata | Nola | – | Messina | Stadio Giuseppe Piccolo |

| Messina 19 aprile 2020, ore 15.00 CEST 32ª giornata | Messina | – | Savoia | Stadio San Filippo-Franco Scoglio |

| Palmi 26 aprile 2019, ore 15.00 CEST 33ª giornata | Palmese | – | Messina | Stadio Giuseppe Lopresti |

| Messina 3 maggio 2020, ore 15.00 CEST 34ª giornata | Messina | – | Giugliano | Stadio San Filippo-Franco Scoglio |

### Coppa Italia Serie D

#### Primo turno
| Arbitro: | Gangi (Enna) |

|                      |           |  |
| Mistretta 25’ (rig.) | Marcatori |  |

## Statistiche
Aggiornate al 1º marzo 2020

### Statistiche di squadra
| Competizione         | Punti | In casa | In casa | In casa | In casa | In casa | In casa | In trasferta | In trasferta | In trasferta | In trasferta | In trasferta | In trasferta | Totale | Totale | Totale | Totale | Totale | Totale | DR |
| Competizione         | Punti | G       | V       | N       | P       | Gf      | Gs      | G            | V            | N            | P            | GF           | GS           | G      | V      | N      | P      | GF     | GS     | DR |
| -------------------- | ----- | ------- | ------- | ------- | ------- | ------- | ------- | ------------ | ------------ | ------------ | ------------ | ------------ | ------------ | ------ | ------ | ------ | ------ | ------ | ------ | -- |
| Serie D              | 36    | 13      | 9       | 1       | 3       | 19      | 9       | 13           | 2            | 2            | 9            | 12           | 20           | 26     | 11     | 3      | 12     | 30     | 29     | +1 |
| Coppa Italia Serie D | -     | 0       | 0       | 0       | 0       | 0       | 0       | 1            | 0            | 0            | 1            | 0            | 1            | 1      | 0      | 0      | 1      | 0      | 1      | -1 |
| Totale               | 36    | 13      | 9       | 1       | 3       | 19      | 9       | 14           | 2            | 2            | 10           | 12           | 21           | 27     | 11     | 3      | 13     | 30     | 30     | 0  |